# Жарко Вараїч
Жарко Вараїч (26 грудня 1951 — 23 червня 2019) — югославський баскетболіст.
Срібний призер Олімпійських Ігор 1976 року.
Чемпіон Європи 1977 року, бронзовий призер 1979 року.